# Peru

Machu Picchu, Region Cuzco

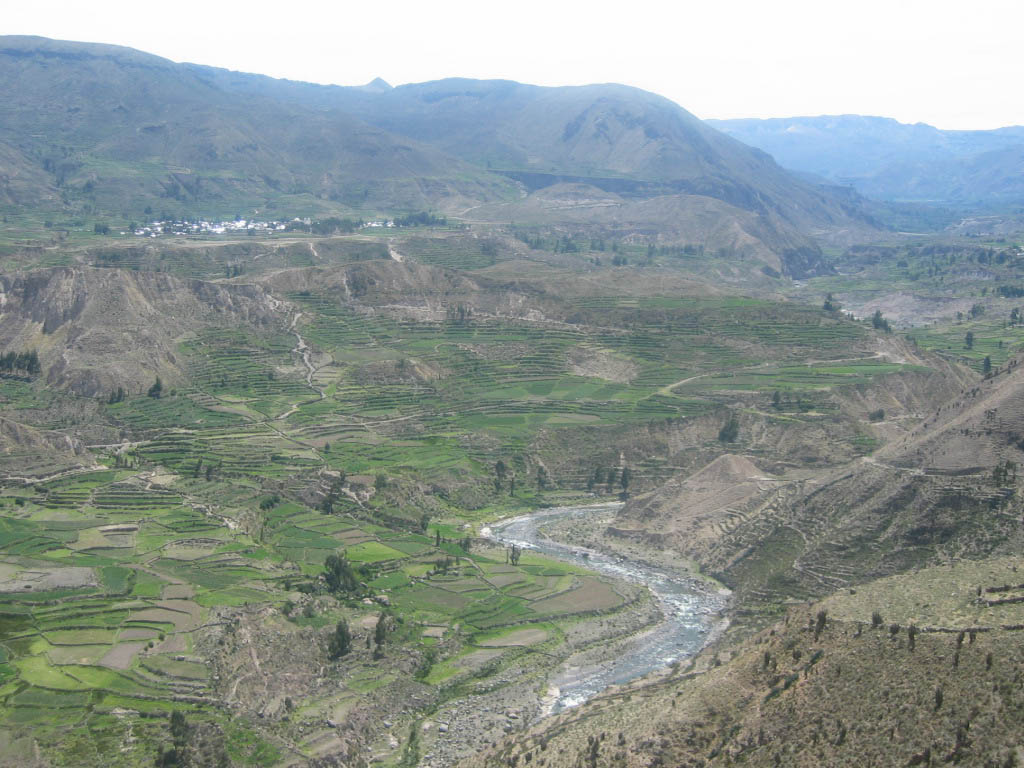
Kanion Colca

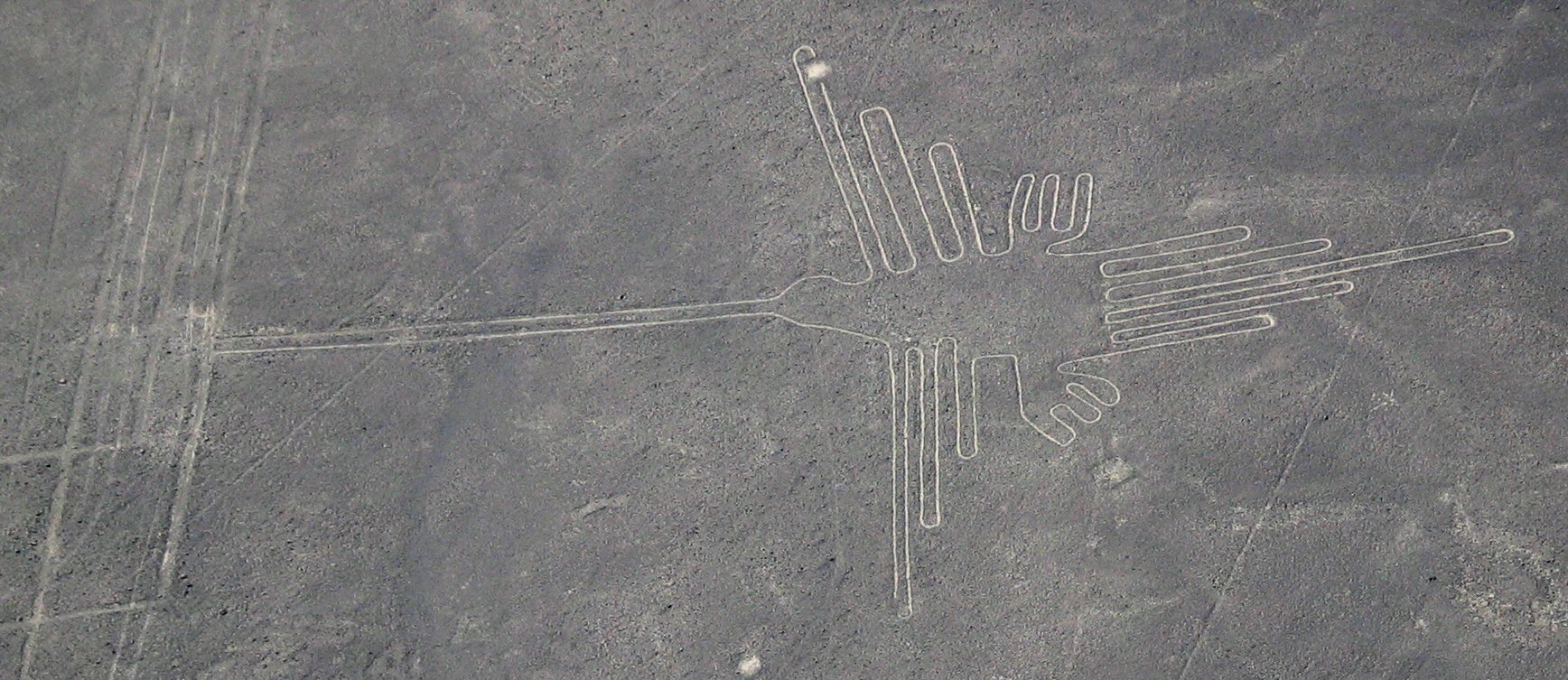
Rysunki z Nazca

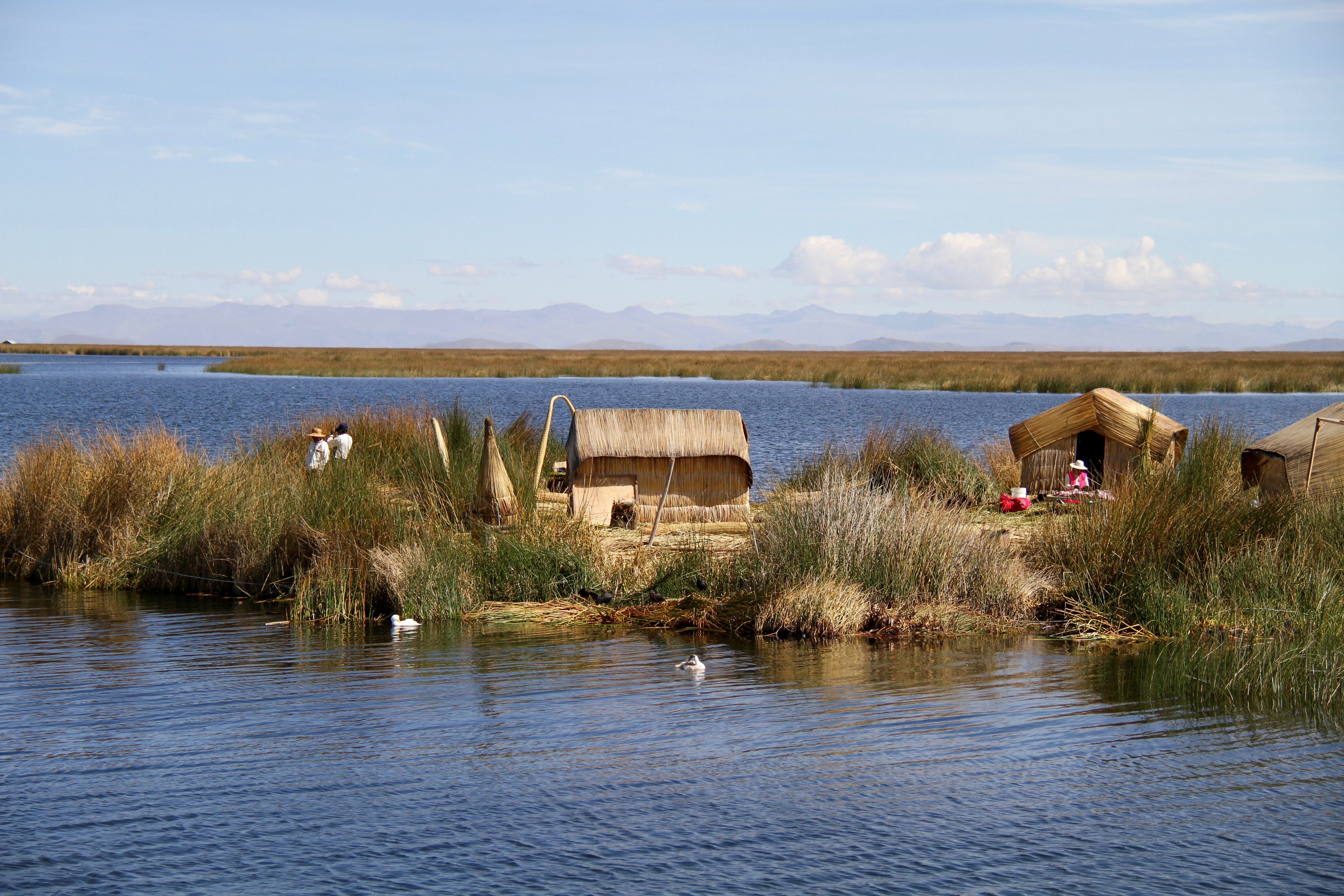
Uros, Titicaca

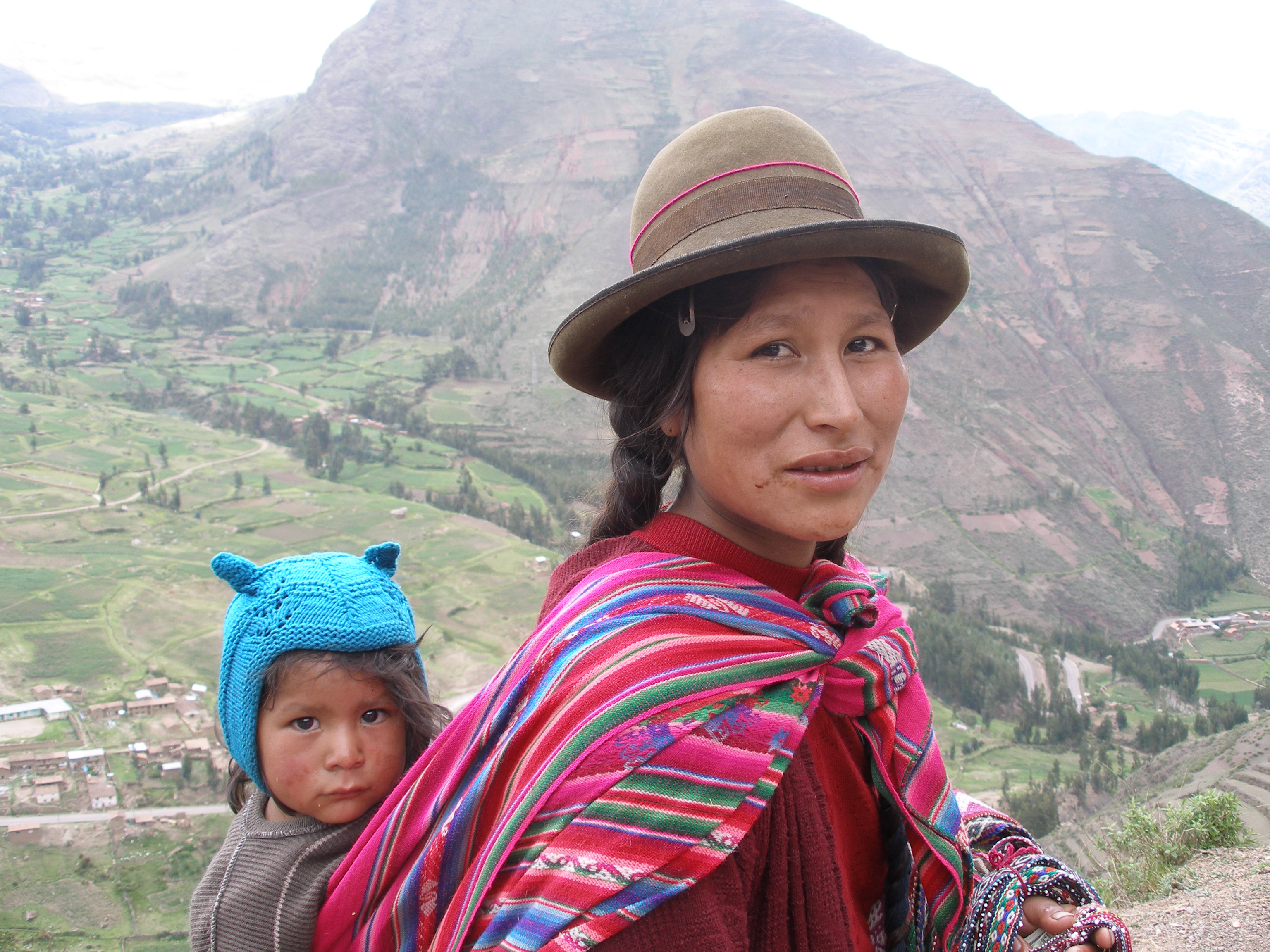
Indianie Keczua, Písac

Peru (hiszp. Perú), oficjalnie Republika Peru (hiszp. República del Perú) – państwo w zachodniej części Ameryki Południowej, nad Oceanem Spokojnym. Leży na półkuli południowej, rozciąga się od równika w kierunku zwrotnika Koziorożca. Graniczy z Ekwadorem na północnym zachodzie, Kolumbią na północnym wschodzie, Brazylią na wschodzie, Boliwią na południowym wschodzie, Chile na południu oraz Pacyfikiem na zachodzie.
Nie ma dostępu do równika, lecz brakuje mu do niego 5 km w linii prostej. Jest to trzecie co do wielkości państwo kontynentu po Brazylii i Argentynie oraz drugi co do wielkości kraj andyjski po Argentynie. Stolicą Peru jest Lima.

## Etymologia nazwy
Według najpopularniejszej teorii nazwa Peru (hiszp. Perú, keczua Piruw) pochodzi od lokalnego słowa biru – „rzeka”. Inna z hipotez wskazuje na imię indiańskiego wodza Beru, który zapytany przez hiszpańskich odkrywców o nazwę kraju, nie zrozumiał ich języka i podał swoje własne imię. Jeszcze inna z hipotez odnosi się do słowa Pelu, które było dawną lokalną nazwą regionu.

## Geografia

### Klimat
Na większości obszaru Peru występuje klimat równikowy: wybitnie wilgotny w Amazonii i suchy górski w Andach. Na wybrzeżu klimat zwrotnikowy suchy, na co wpływ ma zimny Prąd Peruwiański. Zróżnicowanie klimatyczne ma wpływ na średnie opady i temperaturę w ciągu roku: w Amazonii przez cały rok średnio około 24–32 °C, mała amplituda temperatur, wysokie opady; na wybrzeżu 15–30 °C, skrajnie sucho.

### Krainy geograficzne
Peru można podzielić na 3 krainy geograficzne:
- Costa (wybrzeże)
- Sierra (góry)
- Selva (dżungla).

#### Costa
Wzdłuż wybrzeża ciągnie się wąski pas nizinny, który często nawiedzają trzęsienia ziemi. Jest to teren o klimacie suchym, miejscami o charakterze pustynnym i półpustynnym, o rocznych opadach zaledwie 20–50 mm. Temperatury średnie: 15–17 °C zimą i 19–21 °C latem. Na wybrzeżu spotyka się charakterystyczną mgłę zwaną garua, której występowanie jest związane z Prądem Peruwiańskim.
Chociaż nizinę nadmorską przecina kilkadziesiąt rzek, tylko 10 z nich wpada do morza. Pozostałe są rzekami okresowymi lub giną w piaskach pustyni. Działalność rolnicza i gospodarcza w tym regionie koncentruje się wzdłuż rzek. Rolnictwo opiera się na sztucznej irygacji.
Costa stanowi około 12% powierzchni kraju, jednak jest zamieszkiwana przez większość ludności Peru (Sama Lima z przedmieściami liczy ponad 8 mln mieszkańców). Produkcja rolnicza w rejonie nadbrzeżnym przynosi około 50% produkcji całego kraju.
Ważne uprawy:
- bawełna długowłóknista
- trzcina cukrowa
- ryż.

Płynący wzdłuż wybrzeży chłodny Prąd Peruwiański przynosi obfitość ryb morskich. Rybołówstwo jest ważną dziedziną peruwiańskiej gospodarki i źródłem dochodu narodowego. Najważniejsze porty rybackie to: Pisco i Paracas.
Na przybrzeżnych wysepkach eksploatuje się złoża guano.
W północnej części wybrzeża znajdują się złoża ropy naftowej.

#### Sierra
Na region andyjski składają się:
- wyższa Kordyliera Zachodnia, z pasmem Kordyliery Białej, ze szczytami powyżej 6000 m n.p.m., tu znajduje się najwyższy szczyt Peru – Huascarán (6768 m n.p.m.)
- niższa Kordyliera Wschodnia
- Puna – śródgórska wyżyna rozdzielająca te pasma górskie

Z pasma Kordyliery Czarnej wypływają źródła Amazonki: Huallaga, Ukajali i Maranon.
Średnie temperatury: 19–23 °C latem, 5–10 °C zimą. Opady roczne – 800 do 900 mm, zdecydowana większość opadów przypada na okres październik-kwiecień.
Pod względem gospodarczym w regionie Sierra największe znaczenie ma przemysł
wydobywczy:
- rudy miedzi – Morochoca, Casapalca, Jauli, Cerro de Pasco
- rudy cynku i ołowiu
- rudy wanadu – Minas Ragra
- rudy rtęci – Jauli, Huancavelica
- rudy żelaza – Marcona

a także hutniczy – Cerro de Pasco i La Oroya.
Najważniejszą arterią komunikacyjną jest kolej transandyjska.
Największe miasto tego regionu to Arequipa, położona na wysokości 2339 m n.p.m. u stóp czynnego wulkanu El Misti. Inne ważne miasto regionu to dawna stolica państwa Inków – Cuzco.
Inne gałęzie przemysłu to przemysł spożywczy i włókienniczy.
Rolnictwo:
- uprawy
  - kukurydza
  - proso
  - kawa
  - kakao
  - herbata
  - ziemniaki
  - krzew koki
- hodowla
  - bydło
  - owce
  - alpaki i lamy.

#### Selva

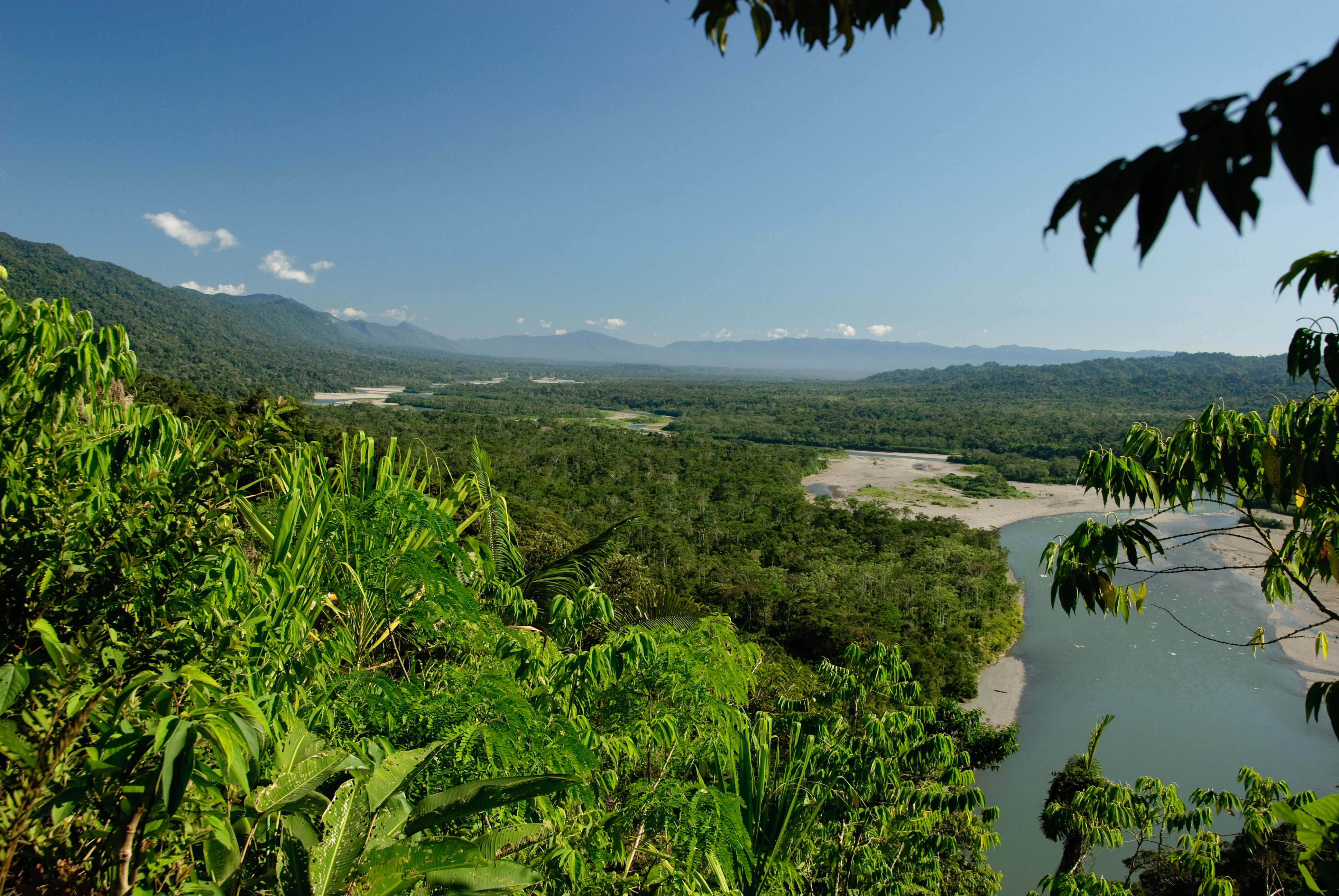
Park Narodowy Manú

Selva znajduje się we wschodniej części Peru. Jest to region o klimacie gorącym, wilgotnym równikowym. Średnie temperatury 20–35 °C, a opady roczne 2000 mm. Przeważającą część terenu zajmuje wilgotny las równikowy.
Z lasu pozyskuje się drewno (m.in. cedrowe i mahoniowe), kauczuk, chininę i balsam peruwiański.
Ten region Peru, chociaż zajmuje 2/3 powierzchni, jest zamieszkany przez tylko kilkanaście procent ludności państwa.
Uprawy:
- ryż
- bataty
- jukka
- trzcina cukrowa
- kakao
- kawa
- tytoń.

### Warunki hydrologiczne
Jeziora:
- Titicaca.

Rzeki:
- Ukajali
- Maranon
- Urubamba
- Apurimac.

## Historia
Peru jest krajem o bogatej, wielowiekowej historii. Na terenie obecnego Peru w okresie prekolumbijskim istniały rozwinięte cywilizacje indiańskie. Po zdobyciu Peru przez hiszpańskich konkwistadorów z Francisco Pizarro na czele, utworzono tu największe i najbogatsze wicekrólestwo Hiszpanii. Mimo zrywów powstańczych Inków nie udało im się pokonać hiszpańskich kolonizatorów. W 1572 roku Hiszpanie podbili ostatni ośrodek Inków i pokonali inkaskiego wodza Tupaca Amaru. W połowie XVIII wieku wybuchło powstanie indiańskie z Juanem Santosem Atahualpą na czele, a pod koniec wieku wybuchło powstanie Tupaca Amaru II. W XIX wieku w całej Ameryce Południowej pojawiły się dążenia niepodległościowe. Dopiero w 1821 dzięki obcym bojownikom Peru proklamowało niepodległość. Mimo wielu bogactw naturalnych Peru w XIX i XX wieku nie mogło uzyskać odpowiadającej mu pozycji międzynarodowej. Sytuacja wewnętrzna kraju była niestabilna, a szerokie rzesze społeczne cierpiały biedę. Wielokrotnie armia przejmowała władzę na dłuższe lub krótsze okresy lub wpływała na sytuację polityczną w kraju. W latach 60. XIX wieku Hiszpanie bez powodzenia próbowali odzyskać kontrolę nad Peru, tocząc w latach 1866–1867 wojnę z Chile i Peru i w roku 1879 byli zmuszeni uznać jego niepodległość. Przez wieki swojej historii Peru toczyło liczne spory graniczne ze swoimi sąsiadami. Najistotniejsze znaczenie miała tzw. „wojna o saletrę” (lub wojna o Pacyfik) w latach 1879–1883. Chile ostatecznie pokonało sprzymierzone Peru i Boliwię i wojna została zakończona podpisaniem 20 października 1883 traktatu z Ancón. W efekcie Chile otrzymało obfitującą w saletrę peruwiańską prowincję Tarapacá. W 1889 roku władzę w kraju objęli liberałowie z prezydentem Guillermo Billinghurstem. Rząd liberałów usiłował realizować program socjalny i chronić chłopstwo przed nadużyciami latyfundystów. Reformy zakończyły się niepowodzeniem a prezydent w 1914 roku został obalony.

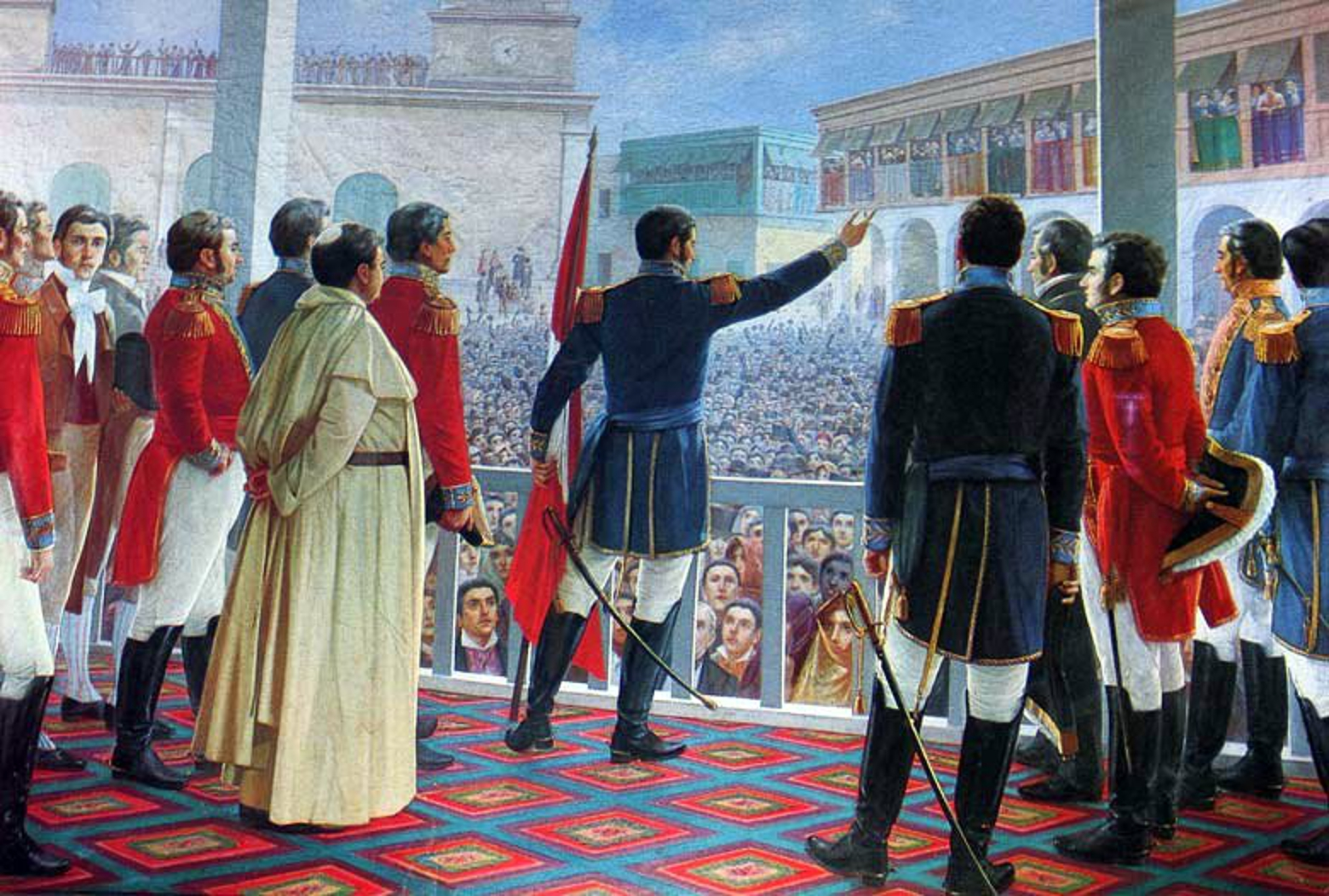
Ogłoszenie niepodległości Peru przez José de San Martína, Lima, 1821

W okresie I wojny światowej państwo wzbogaciło się na skutek wzrostu eksportu, z drugiej strony doszło do wzrostu wpływów Stanów Zjednoczonych, które ingerowały w sprawy wewnętrzne kraju. Do lat 30. dyktatorską władzę sprawowała prawicowa Partia Obywatelska i Augusto B. Leguía, który rządził od 1919 roku. Rządy umiarkowanej prawicy przerwane zostały przez wojsko które dokonało w 1930 roku zamachu stanu w którego wyniku władzę przejął Luis Miguel Sánchez Cerro i Unię Rewolucyjną która przyjęła program nacjonalistyczny i faszyzujący. W 1924 roku utworzony został Amerykański Rewolucyjny Sojusz Ludowy (APRA) na czele partii stanął Víctor Raúl Haya de la Torre. Partia stała się opozycją względem rządzącej junty, a ponadto sprzeciwiała się ona imperializmowi i ingerencji Stanów Zjednoczonych w sprawy państw Ameryki Łacińskiej. Przedstawiciel partii dokonał zamachu na Sáncheza Cerro, który okazał się sukcesem. Kolejni wojskowi prezydenci okazali się bardziej umiarkowani.
Od lat 30. rządy w kraju ciągle się zmieniały a stałym zjawiskiem stały się zamachy stanu. Wielki kryzys gospodarki światowej zahamował rozwojowe tendencje ekonomii peruwiańskiej. Na początku lat 30. doszło do konfliktu granicznego z Kolumbią. W 1939 roku rządy wojskowych zakończyło objęcie władzy przez Manuela Prado Ugarteche. Pierwszy konflikt graniczny z Ekwadorem o sporne tereny wzdłuż rzeki Maranon miał miejsce w roku 1941, jednak konflikt ten nie został zażegnany i nawracał w latach 1985 i 1991. Podczas II wojny światowej Peru przez większy czas zachowało neutralność, a dopiero 12 lutego 1945 wypowiedziało wojnę Niemcom i Japonii.

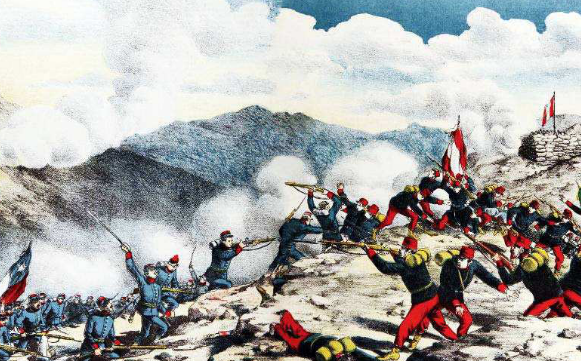
Wojna o Pacyfik

Po wojnie, w 1945 r. do władzy doszedł, dzięki poparciu APRA, prezydent José Luis Bustamante y Rivero (1945–1948). Zastosował on w gospodarce elementy interwencjonizmu państwowego. Po jego obaleniu w wyniku prawicowego puczu wojskowego, władzę objął Manuel Odría, za rządów którego (1948–1956) przy napływie obcych kapitałów nastąpił okres pomyślnego rozwoju gospodarczego. Odria utworzył skrajnie prawicową Narodową Unię Odriístowską która stała się podporą jego autorytarnych rządów. Pomimo skrajnie prawicowego charakteru dyktatury, silnie akcentowała ona charakterystyczne dla konserwatyzmu postulaty przez co w kraju utrzymała się silna pozycja Kościoła katolickiego i kapitalizm inwestycyjny. W 1956 roku urząd prezydenta ponownie objął Manuel Prado Ugarteche który rozpoczął liberalizację polityczną. Liberalny kurs kontynuował Fernando Belaúnde Terry z centrowej Akcji Ludowej. Niezadowolenie społeczne pierwszej połowy lat 60. doprowadziło do walk rządu z partyzancką Armią Wyzwolenia Narodowego która ostatecznie rozbita została w 1965 roku. W 1968 roku rządy przejęli wojskowi: Juan Velasco, a potem Francisco Morales Bermúdez. Do 1975 roku władzę w państwie oficjalnie sprawowała Rewolucyjna Junta Wojskowa. Junta przeprowadziła szereg radykalnych reform były to m.in. nacjonalizację części gospodarki, reformę rolną, interwencjonizm gospodarczy czy uniezależnienie w sferze polityki zagranicznej. Ograniczenie lewicowych reform nastąpiło w okresie Moralesa Bermudeza nazwanej przez juntę drugą fazą rewolucji. W 1980 roku junta zezwoliła na wolne wybory.
Wolne wybory wygrał Belaunde Terry który po raz drugi objął stanowisko prezydenta. Terry porzucił lewicowe reformy junty i wprowadził daleko idącą liberalizację ekonomiczną. Transformacja kraju wiązała się z kryzysem gospodarczym – wzrosło bezrobocie, zadłużenie i inflacja. W tym czasie rozwinął się też handel narkotykami. W latach 1983–1984 doszło do poważnej fali strajków, równocześnie rozpoczęła się wojna domowa z partyzantami z organizacji Świetlisty Szlak. W 1982 roku do walki z rządem przystąpiła mniej liczna MRTA, czyli Ruch Rewolucyjny im. Tupaca Amaru. W 1985 roku odbyły się wybory w których zwyciężył APRA a prezydentem został Alan García Pérez. Kandydat APRA pokonał w wyborach Alfonso Barrantesa Lingána ze Zjednoczonej Lewicy. APRA powróciła do metod gospodarczych stosowanych przez juntę lat 1968–1975. Program rządu zakładał odejście od liberalnej polityki. Działania te nie przyniosły oczekiwanego efektu, a w 1990 roku wybory wygrał neoliberalny kandydat Alberto Fujimori. Fujimori wprowadził po części dyktatorskie rządy które sprawował do 2000 roku, opuścił swój urząd przy okazji skandalu łapówkarskiego, a kilka lat później został skazany na 25 lat więzienia za udział w zabójstwie kilkudziesięciu opozycjonistów.
W 2001 roku w wyborach demokratycznych władzę zdobył Alejandro Toledo, pierwszy prezydent indiańskiego pochodzenia w historii kraju i całej Ameryki Południowej. Mimo pewnych osiągnięć na polu gospodarki i względnego uspokojenia sytuacji w Peru, kraj ten nadal boryka się z licznymi problemami społeczno-politycznymi. Od 2006 do 2011 prezydentem ponownie był Alan Garcia Perez, którego poprzednie rządy w latach 1985–1990 doprowadziły kraj do zapaści gospodarczej. W wyborach w 2011 na prezydenta został wybrany Ollanta Humala, który objął urząd 28 lipca 2011. W wyborach powszechnych w 2016 na prezydenta został wybrany Pedro Pablo Kuczynski, który objął urząd 28 lipca 2016. Po nim, 23 marca 2018 władzę przejął Martín Vizcarra. Dnia 10 listopada 2020 prezydentem został Manuel Merino, który po pięciu dniach zrezygnował. A Francisco Sagasti objął urząd prezydenta 17 listopada 2020 roku. W wyborach powszechnych w 2021 na prezydenta został wybrany Pedro Castillo.

## Ustrój polityczny
Zgodnie z konstytucją z 31 grudnia 1993, Peru jest republiką, w której głową państwa jest prezydent wybierany w wyborach powszechnych na 5-letnią kadencję. Prezydent posiada dwóch wiceprezydentów. Członkowie rządu są mianowani przez prezydenta, na czele rządu stoi premier. Władzę ustawodawczą sprawuje jednoizbowy parlament – Kongres Republiki Peru, którego 130 członków jest wybieranych w wyborach powszechnych również na 5-letnią kadencję.

## System prawny
W Peru obowiązuje system prawa typu kontynentalnego, o dużych wpływach prawa hiszpańskiego. Struktura sądownictwa jest pięciostopniowa. Na szczycie systemu sądowego stoi Sąd Najwyższy. Poniżej znajdują się sądy wyższe, oraz sądy pierwszej instancji. Na dole hierarchii sądowej stoją zawodowi i niezawodowi sędziowie pokoju.

## Siły zbrojne
Peru dysponuje trzema rodzajami sił zbrojnych: wojskami lądowymi, marynarką wojenną oraz siłami powietrznymi. Uzbrojenie sił lądowych Peru składało się w 2014 roku z: 85 czołgów, 890 opancerzonych pojazdów bojowych, 12 dział samobieżnych, 243 zestawów artylerii holowanej oraz 70 wieloprowadnicowych wyrzutni rakietowych. Marynarka wojenna Peru dysponowała w 2014 roku 12 okrętami obrony przybrzeża, 8 fregatami, 6 korwetami oraz 8 okrętami podwodnymi. Peruwiańskie siły powietrzne z kolei posiadały w 2014 roku uzbrojenie w postaci m.in. 43 myśliwców, 79 samolotów transportowych, 36 samolotów szkolno-bojowych, 73 śmigłowców oraz 16 śmigłowców szturmowych.
Wojska peruwiańskie w 2014 roku liczyły 120,7 tys. żołnierzy zawodowych oraz 272 tys. rezerwistów. Według rankingu Global Firepower (2014) peruwiańskie siły zbrojne stanowią 59. siłę militarną na świecie, z rocznym budżetem na cele obronne w wysokości 2,6 mld dolarów (USD).

## Podział administracyjny

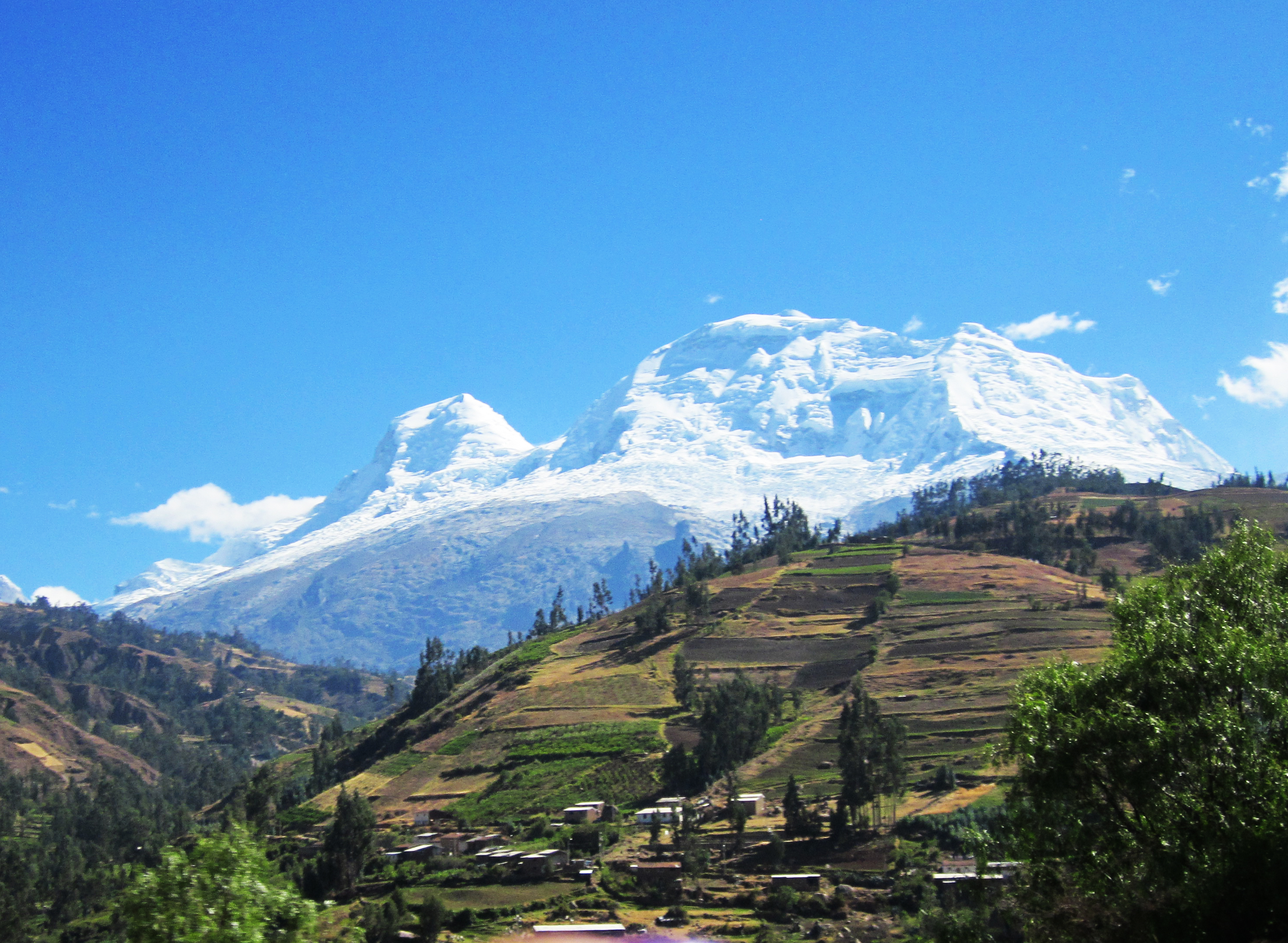
Huascarán, Region Ancash

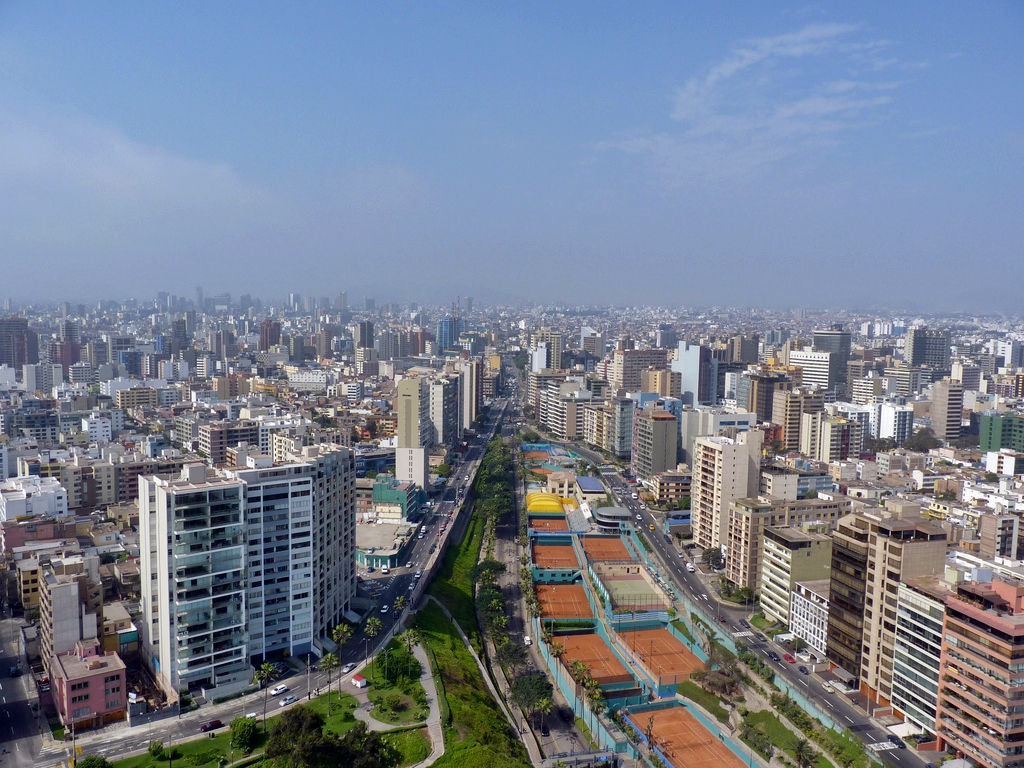
Lima

Peru podzielone jest na 25 regionów i prowincję Lima. Każdy region, co 4 lata, wybiera swój zarząd pod przewodnictwem prezydenta i rady regionu. Planuje on rozwój regionu, realizuje publiczne projekty, promuje aktywność ekonomiczną i zarządza własnością publiczną. Prowincja Lima jest zarządzana przez radę miejską.
Regiony:

- Amazonas
- Ancash
- Apurímac
- Arequipa
- Ayacucho
- Cajamarca
- Callao
- Cuzco
- Huancavelica
- Huánuco
- Ica
- Junín
- La Libertad
- Lambayeque
- Lima
- Loreto
- Madre de Dios
- Moquegua
- Pasco
- Piura
- Puno
- San Martín
- Tacna
- Tumbes
- Ukajali

Prowincje:
- Lima

## Demografia

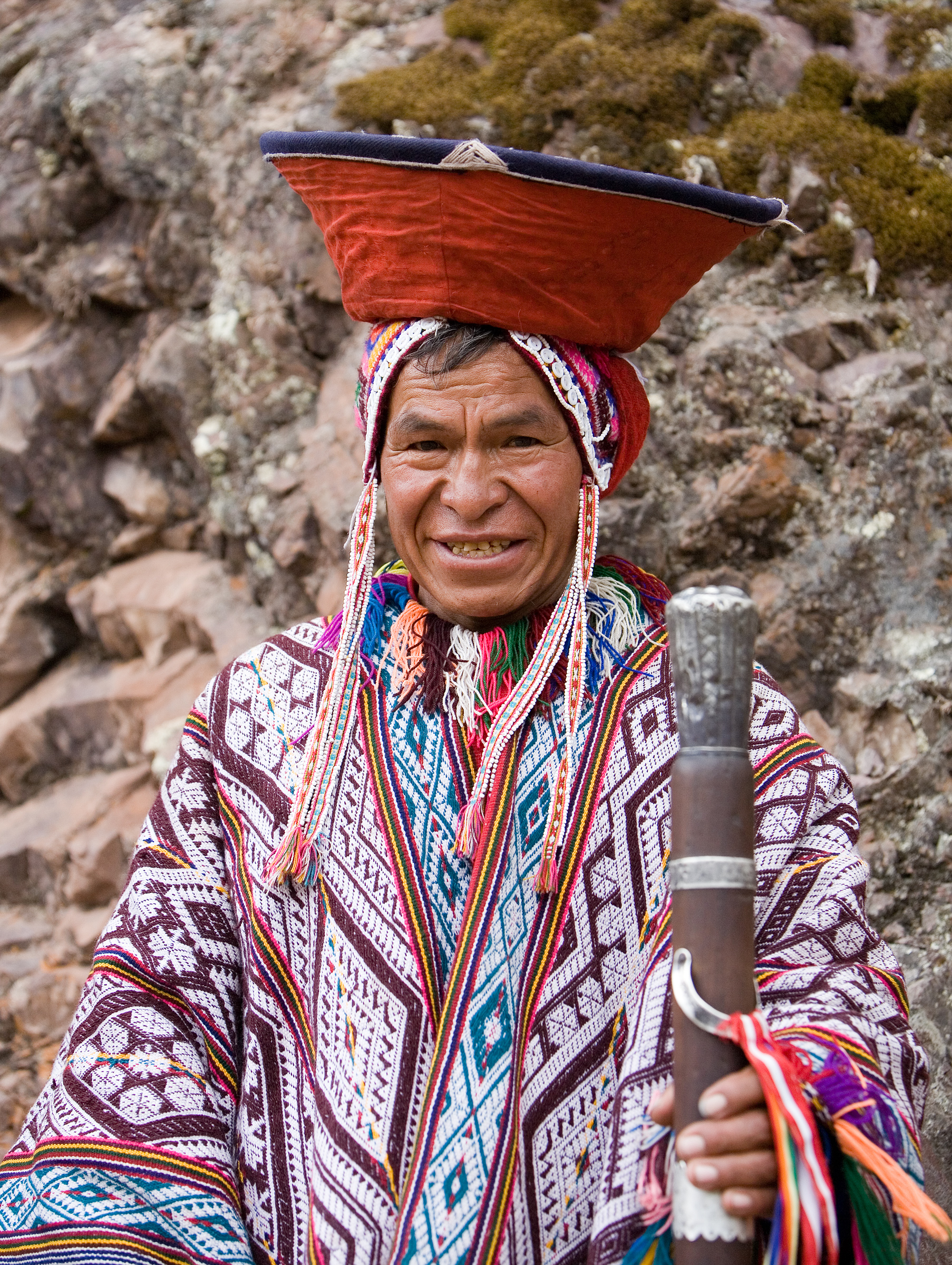
Andyjski góral w tradycyjnym stroju, Písac, Święta Dolina Inków.

### Podział etniczny
Peru jest państwem wieloetnicznym, Rdzenni Amerykanie stanowią 45% mieszkańców kraju, metysi, a więc potomkowie białych i Indian 37%, natomiast biali 15%. 1,6% mieszkańców kraju stanowią Afro-Peruwiańczycy, resztę natomiast Azjaci (Chińczycy oraz Japończycy).

### Języki
Według spisu powszechnego z 1993 język hiszpański jest językiem ojczystym dla 80,3% obywateli Peru, a język keczua dla 16,5% Peruwiańczyków. Inne języki (głównie indiańskie) są językami ojczystymi dla 3% populacji kraju. Wśród języków indiańskich można wymienić keczua, ajmara, jacaru oraz języki amazońskie: yagua, shipibo-conibo, bora, cashinahua, jiwaro mówiony przez Indian Achuar, shuar, awajun, huambisa, machigenka, aguaruna, campa-ashaninka, huitoto, huachipayre, iquito, siona-secoya i inne.

### Ewidencja ludności
Z populacją wynoszącą około 28 milionów ludzi Peru jest czwartym najludniejszym państwem Ameryki Południowej. Przewiduje się, że w 2050 roku populacja kraju wyniesie około 42 miliony osób. W 2005 72,6% obywateli Peru mieszkało w miastach, a pozostałe 27,4% na terenach wiejskich. Główne miasta, z których każde ma ponad 200 tys. mieszkańców, to Lima (żyje w niej co czwarty obywatel Peru), Arequipa, Trujillo, Chiclayo, Piura, Iquitos, Chimbote, Cuzco i Huancayo. Średnia długość życia wynosi dla mężczyzn 62 lata, a dla kobiet 66 lat.

### Lista najbardziej zaludnionych obszarów metropolitalnych
| 1 |  | Lima     | Lima        | 9 450 585 |
| 2 |  | Trujillo | La Libertad | 906 313   |
| 3 |  | Arequipa | Arequipa    | 886 708   |
| 4 |  | Chiclayo | Lambayeque  | 782 955   |
| 5 |  | Piura    | Piura       | 496 717   |
| 6 |  | Iquitos  | Loreto      | 457 865   |
| 7 |  | Cuzco    | Cuzco       | 414 375   |
| 8 |  | Chimbote | Ancash      | 375 567   |
| 9 |  | Huancayo | Junín       | 359 550   |
| 10 |  | Tacna    | Tacna       | 287 321   |
| *Szacunkowa populacja do roku 2012 *Konformacja głównych obszarów metropolitalnych:Lima, Trujillo, Arequipa, Chiclayo. |  |          |             |           |

### Religia

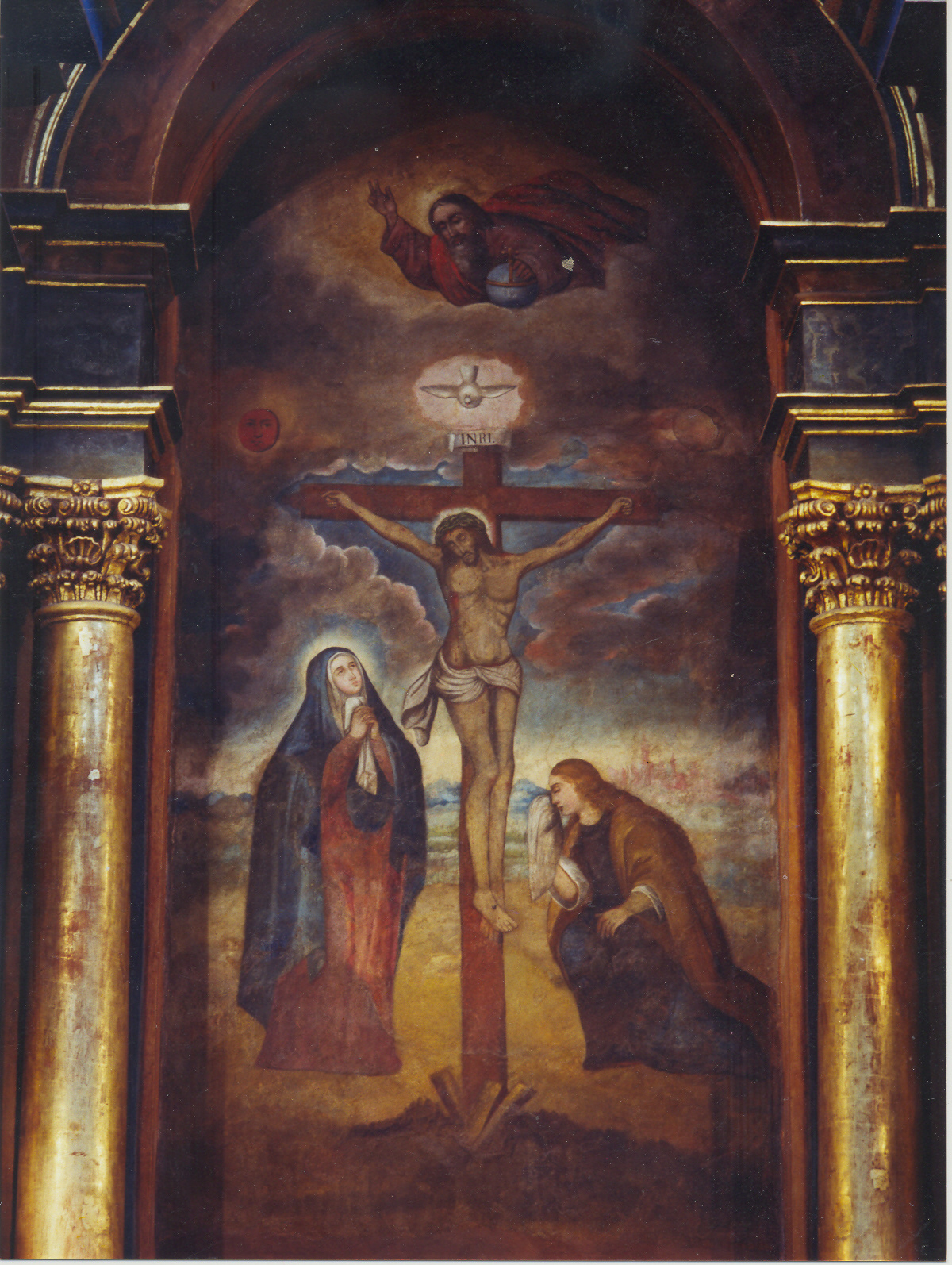
Jezus Chrystus „Señor de los Milagros” Nazarenas

W spisie powszechnym z 1993 89% Peruwiańczyków powyżej 12 roku życia określiło się jako katolików, 6,7% jako ewangelików, 2,6% jako wyznawców innych religii oraz 1,4% jako ateistów.
Dane z 2017:
- katolicy – 76%,
- ewangelikalni – 15,6% (głównie zielonoświątkowcy i adwentyści dnia siódmego),
- brak religii – 5,1%,
- inne religie – 3,3% (głównie mormoni, ale także Świadkowie Jehowy, żydzi, buddyści, muzułmanie i inni).

## Gospodarka
Peru jest krajem rozwijającym się i obciążonym wysokim zadłużeniem zagranicznym, ale jednocześnie jednym z najszybciej rozwijających się w całej Ameryce Południowej. Wzrost gospodarczy w 2006 wynosił 7,7%, w 2007 8,9%, a w roku 2008 9,8%. Waluta jest stabilna, jednak inflacja wzrosła z 1,8% w roku 2007 do 5,8% w 2008. W 2008 PKB na osobę wynosił 8500 $.
Głównymi eksporterami do Peru są Stany Zjednoczone – 26,1%, Wielka Brytania – 11,6%, Chiny – 7,9%, Szwajcaria – 7,5%, Japonia – 4,9% (przemysł maszynowy, sprzęt transportowy, żelazo, stal, chemikalia, farmaceutyki, produkty żywnościowe). Najważniejsi importerzy to USA – 27,5%, Hiszpania – 8,3%, Chile – 7,9%, Brazylia – 4,7% i Kolumbia – 4,6% (ryby i produkty rybne, złoto, miedź, cynk, ropa, kawa, cukier, bawełna).

### Przemysł
Podstawą gospodarki jest wydobycie i eksport rud miedzi (2. miejsce na świecie po Chile), cynku (2. miejsce po Chinach), ołowiu, żelaza, ropy naftowej i gazu ziemnego, bizmutu, rtęci, molibdenu, antymonu, srebra (1. miejsce w świecie – 2009), złota oraz guano (1. miejsce).
Przemysł przetwórczy (huty miedzi i żelaza, zakłady wzbogacania rud) od lat 80. jest stale rozbudowywany. W kraju istnieje także przemysł spożywczy, głównie cukrowniczy, młynarski i przetwórstwa ryb, włókienniczy, środków transportu (montownia ciężarówek Volvo w Limie), chemiczny, cementowy, garbarski i rafineryjny.
Rozmieszczenie ośrodków przemysłowych w Peru jest nierównomierne – 50% przemysłu skupione jest wokół Limy, Arequipy i Trujillo.

### Rolnictwo
Peru jest krajem górzystym, grunty orne zajmują zaledwie 3% pow. państwa. Uprawia się bawełnę, kukurydzę, ryż, pszenicę, jęczmień, kawy, kakao, maniok, trzcinę cukrową, banany, winorośl, tytoń, herbaty, owoce cytrusowe, drzewo kola, a u wschodnich podnóży Andów istnieją także uprawy krasnodrzewu pospolitego.
Winogrona, borówki i awokado są głównymi owocami koszyka rolno-eksportowego Peru. W niespełna 10 lat, Peru wyrosło na drugiego co do wielkości eksportera borówek na świecie.
Zyski przynosi także eksploatacja drewna mahoniowca, cedru tropikalnego, kauczukowca, drzewa chinowego.
W Peru, kraju uznawanym za ojczyznę ziemniaka, jest utworzony największy na świecie bank genów tej rośliny. Zdeponowano tam ponad 10 tysięcy jej odmian.
W kraju hoduje się owce, bydło, lamy, alpaki, trzodę chlewną.
W Peru istnieje wysoko rozwinięte rybołówstwo (4. miejsce w świecie), korzystające z bogatych łowisk przybrzeżnych, wynajmowanych też innym państwom.

### Transport
Sieć komunikacyjna w Peru jest słabo rozwinięta.
Linie kolejowe w kraju pochodzą głównie z XIX wieku i łączą andyjskie ośrodki wydobycia różnych surowców z portami na wybrzeży kraju. Przykładem jest, do niedawna najwyżej położona na świecie (do wysokości 4749 m n.p.m.), linia kolejowa Lima-La Oroya-Cerro de Pasco, wybudowana przez polskiego inżyniera Ernesta Malinowskiego. Wyżej położona linia kolejowa znajduje się w Tybecie.
Peru posiada około 70 tys. km dróg przeznaczonych do transportu kołowego.
Duże znaczenie ma żegluga rzeczna na Amazonce i jej dopływach oraz kabotażowa wzdłuż wybrzeży Oceanu Spokojnego. Główne porty rzeczne Peru to Iquitos i Pucallpa.
Międzynarodowe porty lotnicze znajdują się w Limie (Jorge Chávez) oraz Iquitos.
Główne porty morskie Peru:
- Callao,
- Talara,
- Mollendo.

## Edukacja
Według spisu powszechnego z 1993 czytać i pisać potrafi 88,9% populacji kraju (94,8% mieszkańców miast i 76,1% mieszkańców wsi).
Obowiązek szkolny w Peru obejmuje bezpłatną szkołę podstawową i średnią.
Peru posiada 16 uniwersytetów (najstarszy to Uniwersytet Świętego Marka w Limie, założony w 1551 roku), 5 politechnik i kilkanaście innych szkół wyższych oraz trzy akademie: Peruwiańską (zał. w 1887), Nauk Ścisłych i Przyrodniczych (zał. w 1939) oraz Medycyny (zał. w 1884).

## Kultura
Peruwiańska kultura jest zakorzeniona w tradycjach hiszpańskich i rdzennej ludności, chociaż ma też wpływy afrykańskie, azjatyckie i europejskie.
Sztuka peruwiańska rozpoczęła się tworzeniem ceramiki, rzeźb, biżuterii przez wczesnych Indian.

### Architektura
Najznamienitszym przykładem indiańskiej myśli architektonicznej jest Machu Picchu.
W czasach kolonialnych dominowała sztuka baroku. Przez ten okres rozwinęła się sztuka sakralna, czego dowodem jest zwiększenie liczby kościołów i dzieł religijnych.
Peruwiańska architektura to połączenie stylów europejskich i tubylczego spojrzenia. Dwie najważniejsze budowle epoki kolonialnej to Katedra i Kościół św. Klary w Cuzco. Następnie pojawiła się sztuka Baroku. Przykładami tego okresu są Kościół Compañía i fasada Uniwersytetu w Cuzco.
Wojna o niepodległość pozostawiła pustkę, która została wypełniona przez francuski neoklasycyzm. Architektura dwudziestowieczna pozostaje w sprzeciwie do funkcjonalizmu, czego przykładem jest Plac San Martín w Limie.

### Literatura

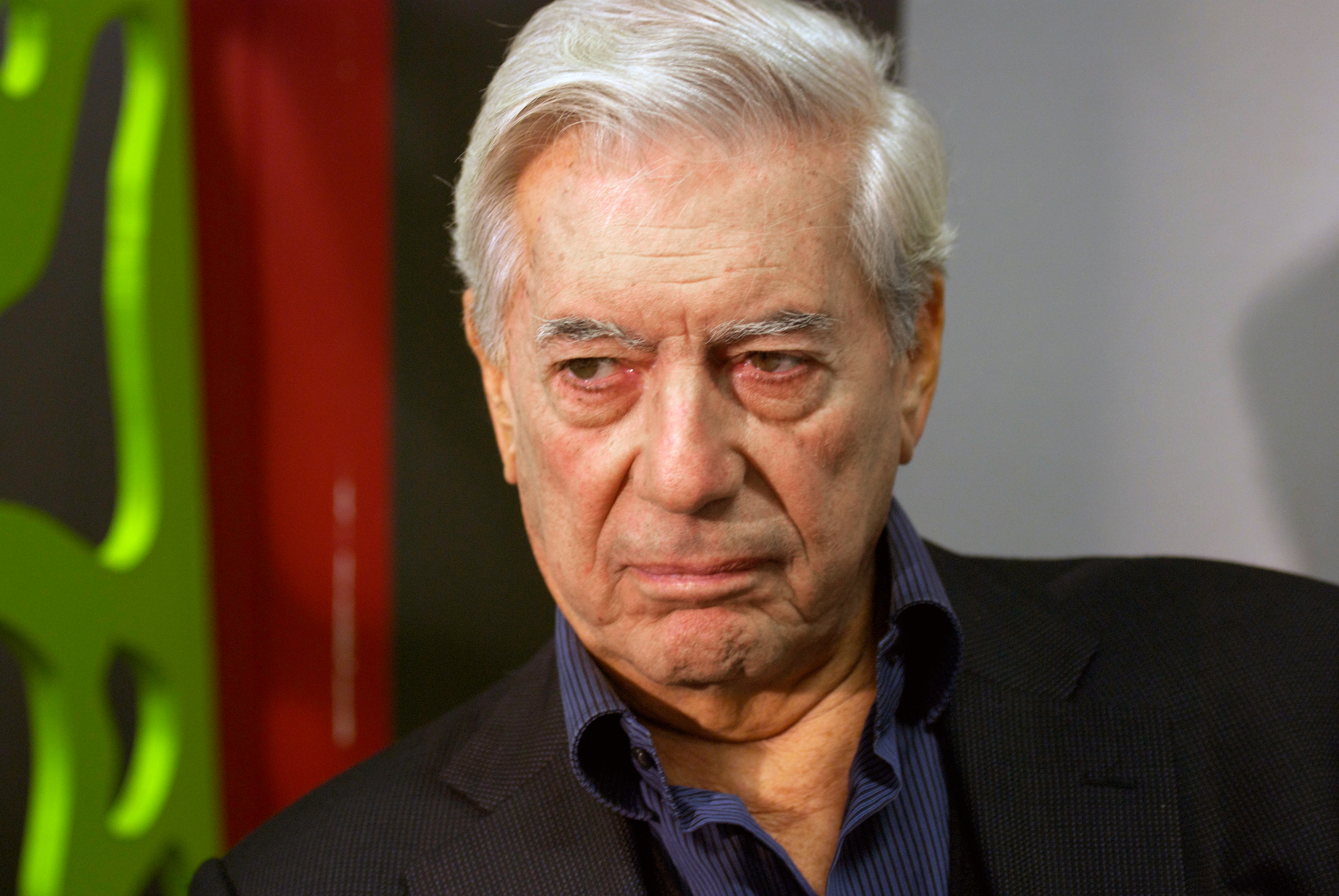
Mario Vargas Llosa

Peruwiańska literatura była z początku przekazywana ustnie. Wiele spośród tych opowieści przetrwało do naszych czasów jako ludowe legendy. Hiszpanie wprowadzili pismo w XVI wieku i niemal od razu pojawiły się kroniki i dzieła religijne.
Znanymi pisarzami są prozaicy Ricardo Palma, José María Arguedas, Ciro Alegría, Julio Ramón Ribeyro, Alfredo Bryce Echenique, Alonso Cueto, Jaime Bayly, Laura Riesco i poeci Mariano Melgar, José Santos Chocano, José María Eguren, César Vallejo i Blanca Varela. Cenionym pisarzem jest również Isaac Goldemberg, nawiązujący w swoich powieściach do żydowskiego świata peruwiańskiego.
Współcześni autorzy literatury fantastycznej to, między innymi, José Donayre Hoefken, Enrique Prochazka, Miguel Ángel Vallejo, William Guillén Padilla, Alexis Iparraguirre, Isabel Sabogal i Yeniva Fernández.
W 2010 Peruwiańczyk – prozaik, eseista i powieściopisarz Mario Vargas Llosa, otrzymał Literacką Nagrodę Nobla.

### Tłumaczenia literackie
Tłumaczy literackich w Peru można podzielić na dwie kategorie. Pierwsza z nich to ci tłumaczący z rdzennych języków indiańskich na hiszpański i na odwrót. Najbardziej znanym z nich to José María Arguedas, który tłumaczył własną twórczość, a także przekazy ustne i literaturę z keczua na hiszpański.
Druga z nich to ci tłumaczący z języków obcych na hiszpański. Wśród nich można wymienić m.in. Ricardo Silva Santisteban, tłumacza literatury francuskiej i angielskiej i wydawcę literatury obcej w Peru; Renato Sandoval Bacigalupo, tłumacza literatury włoskiej, niemieckiej i nordyckiej; Rosario Valdivia Paz-Soldán, tłumaczkę literatury francuskiej; i Isabel Sabogal Dunin-Borkowską, tłumaczkę literatury polskiej.

### Malarstwo
W czasach Wicekrólestwa Peru powstała malarska szkoła cuzkeńska, nazwana tak od miasta swojego pochodzenia. Jej największym przedstawicielem jest Diego Quispe Tito (1611–1681).
Wśród malarzy epoki republikańskiej można wymienić Ignacio Merino, Alberto Lynch i Daniel Hernández.
Jednym z najbardziej znanych malarzy jest José Sabogal, który zapoczątkował ruch indygenizmu w malarstwie peruwiańskim. Jego uczniami byli Camilo Blas, Enrique Camino Brent, Julia Codesido, Cota Carvallo, Jorge Segura, Aquiles Ralli, Gamaniel Palomino, Pedro Azabache, Andrés Zevallos i Eladio Ruiz.

### Rzeźba
Znanymi rzeźbiarzami są Víctor Delfín, José Tola, Silvia Westphalen i Johanna Hamann.

### Muzyka

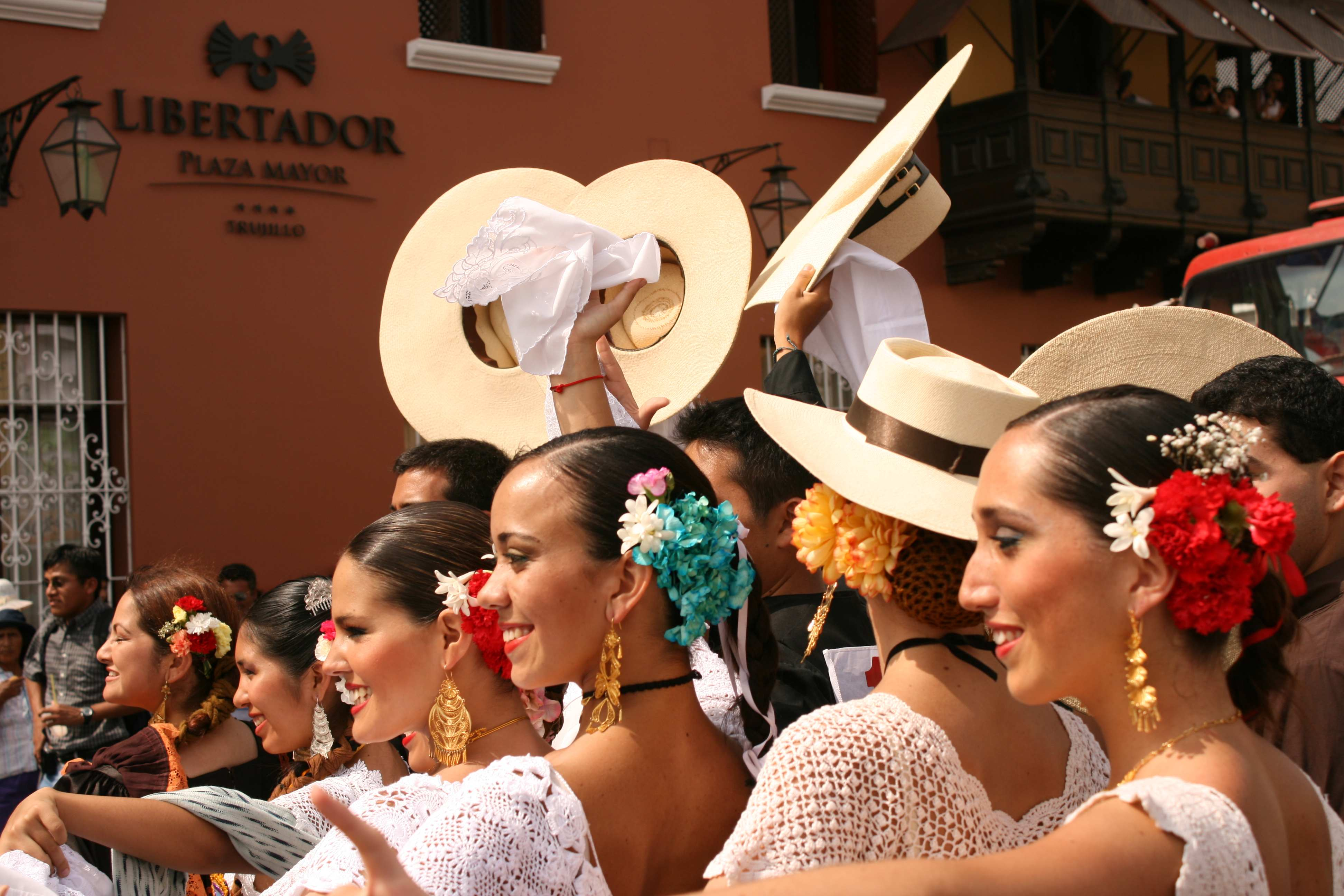
Marinera – gatunek muzyczny i taniec, popularny zwłaszcza na wybrzeżu Peru.

Peru jest krajem różnorodnym, co odwierciedla się w jego muzyce.
Jest więc, pochodząca z wybrzeża (Costa) muzyka kreolska, śpiewana w języku hiszpańskim, do której można zaliczyć m.in. walce kreolskie (valses criollos) i muzykę afroperuwiańską. Oto nazwiska znanych piosenkarzy interpretujących tę muzykę: Susana Baca, Eva Ayllón, Cecilia Barraza, Chabuca Granda, Lucha Reyes i Arturo „Zambo” Cavero.
Jest wielorodna muzyka andyjska, śpiewana w języku hiszpańskim, keczua, a także ajmara. Można do niej zaliczyć m.in. pasillos, interpretowane na północy Peru, yaravíes z rejonu Arequipa, muzykę huanca, gitarę rejonu Ayachucho, muzykę płaskowyżu, mającą wspólne cechy z muzyką boliwijską i huaynos, interpretowane w różnych rejonach andyjskich, oprócz wiele jeszcze innych rodzajów muzyki tego typu. Wśród znanych ludzi interpretujących tę muzykę można wymienić Yma Sumac, Raúl García Zárate, Jaime Guardia, Dina Páucar, Sonia Morales, Manuelcha Prado, William Luna i Magaly Solier.
Jest też muzyka rejonu amazońskiego, śpiewana po hiszpańsku i w rdzennych językach indiańskich.
Znanymi piosenkarkami interpretującymi zarówno muzykę kreolską, jak i andyjską to Ellen Burhum i Pepita García Miró.

### Teatr
Znaną grupą teatralną jest Yuyachkani (słowo to w języku keczua znaczy „Pamiętamy”). W swoich spektaklach nawiązuje do tradycji andyjskich. Posiada własną siedzibę w dzielnicy Magdalena w Limie.
Na Cmentarzu Presbítero Maestro w Limie odbywa się co roku, w okresie Święta Zmarłych (koniec października i początek listopada), przedstawienie „Don Juan Tenorio”, klasyki teatru hiszpańskiego.

### Film
Znanymi reżyserami filmowymi są Armando Robles Godoy, Francisco J. Lombardi, Augusto Tamayo San Román, Claudia Llosa, Josué Méndez, Luis Llosa, Javier Corcuera i Salvador del Solar. Wśród młodych reżyserów można wymienić Rossana Díaz Costa, Rosario García-Montero i Juan Daniel F. Molero.
Znanymi aktorkami filmowymi są, między innymi, Magaly Solier, Élide Brero, Vanessa Saba, Katerina D’Onofrio i Wendy Vásquez. Wśród młodych aktorek można wymienić Mayella Lloclla i Muki Sabogal.

### Sport
Najpopularniejszym sportem w Peru jest piłka nożna. Peruwiańska drużyna narodowa zakwalifikowała się do finałów Mistrzostw Świata w 2018 roku po ponad 30-letniej nieobecności na tym turnieju. Mimo to w tym czasie
barwy La Blanquirroja reprezentowało wielu utalentowanych zawodników takich jak Roberto Palacios, Nolberto Solano czy Claudio Pizarro.
Innym popularnym sportem jest siatkówka. Przez terytorium Peru przebiegała również trasa Rajdu Dakar.